# Scelolophia delectabiliaria
Scelolophia delectabiliaria là một loài bướm đêm trong họ Geometridae.